# Élections sénatoriales américaines de 1998
Les élections sénatoriales américaines de 1998 ont eu lieu le 3 novembre 1998 pour renouveler 34 des 100 sièges du Sénat des États-Unis (classe 3). Elles se déroulent deux ans après la réélection de Bill Clinton et les sénatoriales de 1996, qui virent les républicains renforcer leur majorité au Sénat.
Ces élections se déroulent en même temps que des élections des gouverneurs et des représentants.
Espérant notamment profiter de l'affaire Monica Lewinsky, les républicains ont comme objectif d'atteindre les 60 sièges au Sénat. Cependant, les électeurs semblent lassés par la procédure d'impeachment et satisfaits de la bonne santé économique du pays. Les élections s'achèvent sur un match nul : les républicains prennent trois sièges aux démocrates (Kentucky, Illinois, Ohio), les démocrates en prennent trois aux républicains (Caroline du Nord, Indiana, New York). 

## Situation par État
| État             | Sortant  | Sortant                 | Sortant | Sortant | Sortant      | Élu      | Élu                     | Élu   | Résultats (> 5 % des voix)                                     |
| État             | Sénateur | Sénateur                | Parti   | Élu en  | Statut       | Sénateur | Sénateur                | Parti | Résultats (> 5 % des voix)                                     |
| ---------------- | -------- | ----------------------- | ------- | ------- | ------------ | -------- | ----------------------- | ----- | -------------------------------------------------------------- |
| Alabama          |          | Richard Shelby          | R       | 1986    | Candidat     |          | Richard Shelby          | R     | Richard Shelby (R) : 63,2 % Clayton Suddith (D) : 36,7 %       |
| Alaska           |          | Frank Murkowski         | R       | 1980    | Candidat     |          | Frank Murkowski         | R     | Frank Murkowski (R) : 74,5 % Joe Sonneman (D) : 19,7 %         |
| Arizona          |          | John McCain             | R       | 1986    | Candidat     |          | John McCain             | R     | John McCain (R) : 68,7 % Ed Ranger (D) : 27,2 %                |
| Arkansas         |          | Dale Bumpers            | D       | 1974    | Non candidat |          | Blanche Lincoln         | D     | Blanche Lincoln (D) : 55,1 % Fay Boozman (R) : 42,2 %          |
| Californie       |          | Barbara Boxer           | D       | 1992    | Candidate    |          | Barbara Boxer           | D     | Barbara Boxer (D) : 53,1 % Matt Fong (R) : 43,0 %              |
| Caroline du Nord |          | Lauch Faircloth         | R       | 1992    | Candidat     |          | John Edwards            | D     | John Edwards (D) : 51,2 % Lauch Faircloth (R) : 47,0 %         |
| Caroline du Sud  |          | Fritz Hollings          | D       | 1966    | Candidat     |          | Fritz Hollings          | D     | Fritz Hollings (D) : 52,7 % Bob Inglis (R) : 45,7 %            |
| Colorado         |          | Ben Nighthorse Campbell | R       | 1992    | Candidat     |          | Ben Nighthorse Campbell | R     | Ben Nighthorse Campbell (R) : 62,5 % Dottie Lamm (D) : 32,0 %  |
| Connecticut      |          | Chris Dodd              | D       | 1980    | Candidat     |          | Chris Dodd              | D     | Chris Dodd (D) : 65,1 % Gary Franks (R) : 32,4 %               |
| Dakota du Nord   |          | Byron Dorgan            | D       | 1992    | Candidat     |          | Byron Dorgan            | D     | Byron Dorgan (D) : 63,2 % Donna Nalewaja (R) : 35,2 %          |
| Dakota du Sud    |          | Tom Daschle             | D       | 1986    | Candidat     |          | Tom Daschle             | D     | Tom Daschle (D) : 62,1 % Ron Schmidt (R) : 36,4 %              |
| Floride          |          | Bob Graham              | D       | 1986    | Candidat     |          | Bob Graham              | D     | Bob Graham (D) : 62,5 % Charlie Crist (R) : 37,5 %             |
| Géorgie          |          | Paul Coverdell          | R       | 1992    | Candidat     |          | Paul Coverdell          | R     | Paul Coverdell (R) : 52,4 % Michael J. Coles (D) : 45,2 %      |
| Hawaï            |          | Daniel Inouye           | D       | 1962    | Candidat     |          | Daniel Inouye           | D     | Daniel Inouye (D) : 79,2 % Crystal Young (R) : 17,8 %          |
| Idaho            |          | Dirk Kempthorne         | R       | 1992    | Non candidat |          | Mike Crapo              | R     | Mike Crapo (R) : 69,5 % Bill Mauk (D) : 28,4 %                 |
| Illinois         |          | Carol Moseley Braun     | D       | 1992    | Candidat     |          | Peter Fitzgerald        | R     | Peter Fitzgerald (R) : 50,3 % Carol Moseley Braun (D) : 47,4 % |
| Indiana          |          | Dan Coats               | R       | 1988    | Non candidat |          | Evan Bayh               | D     | Evan Bayh (D) : 63,7 % Paul Helmke (R) : 34,8 %                |
| Iowa             |          | Chuck Grassley          | R       | 1980    | Candidat     |          | Chuck Grassley          | R     | Chuck Grassley (R) : 68,4 % David Osterberg (D) : 30,5 %       |
| Kansas           |          | Sam Brownback           | R       | 1996    | Candidat     |          | Sam Brownback           | R     | Sam Brownback (R) : 65,3 % Paul Feleciano Jr. (D) : 31,6 %     |
| Kentucky         |          | Wendell Ford            | D       | 1974    | Non candidat |          | Jim Bunning             | R     | Jim Bunning (R) : 49,7 % Scotty Baesler (D) : 49,2 %           |
| Louisiane        |          | John Breaux             | D       | 1986    | Candidat     |          | John Breaux             | D     | John Breaux (D) : 64,0 % Jim Donelon (R) : 31,6 %              |
| Maryland         |          | Barbara Mikulski        | D       | 1986    | Candidate    |          | Barbara Mikulski        | D     | Barbara Mikulski (D) : 70,5 % Ross Pierpont (R) : 29,5 %       |
| Missouri         |          | Kit Bond                | R       | 1986    | Candidat     |          | Kit Bond                | R     | Kit Bond (R) : 52,7 % Jay Nixon (D) : 43,7 %                   |
| Nevada           |          | Harry Reid              | D       | 1986    | Candidat     |          | Harry Reid              | D     | Harry Reid (D) : 47,9 % John Ensign (R) : 47,8 %               |
| New Hampshire    |          | Judd Gregg              | R       | 1992    | Candidat     |          | Judd Gregg              | R     | Judd Gregg (R) : 67,8 % George Condodemetraky (D) : 28,2 %     |
| New York         |          | Al D'Amato              | R       | 1980    | Candidat     |          | Chuck Schumer           | D     | Chuck Schumer (D) : 54,6 % Al D'Amato (R) : 44,1 %             |
| Ohio             |          | John Glenn              | D       | 1974    | Non candidat |          | George Voinovich        | R     | George Voinovich (R) : 56,5 % Mary Boyle (D) : 43,5 %          |
| Oklahoma         |          | Don Nickles             | R       | 1980    | Candidat     |          | Don Nickles             | R     | Don Nickles (R) : 66,4 % Don Carroll (D) : 31,3 %              |
| Oregon           |          | Ron Wyden               | D       | 1996    | Candidat     |          | Ron Wyden               | D     | Ron Wyden (D) : 61,1 % John Lim (R) : 33,8 %                   |
| Pennsylvanie     |          | Arlen Specter           | R       | 1980    | Candidat     |          | Arlen Specter           | R     | Arlen Specter (R) : 61,3 % Bill Lloyd (D) : 34,8 %             |
| Utah             |          | Bob Bennett             | R       | 1992    | Candidat     |          | Bob Bennett             | R     | Bob Bennett (R) : 64,0 % Scott Leckman (D) : 33,0 %            |
| Vermont          |          | Patrick Leahy           | D       | 1974    | Candidat     |          | Patrick Leahy           | D     | Patrick Leahy (D) : 72,2 % Fred Tuttle (R) : 22,4 %            |
| Washington       |          | Patty Murray            | D       | 1992    | Candidate    |          | Patty Murray            | D     | Patty Muray : 58,4 % Linda Smith (R) : 41,6 %                  |
| Wisconsin        |          | Russ Feingold           | D       | 1992    | Candidat     |          | Russ Feingold           | D     | Russ Feingold : 50,5 % Mark Neumann (R) : 48,4 %               |